# Königliche Bibliothek Belgiens

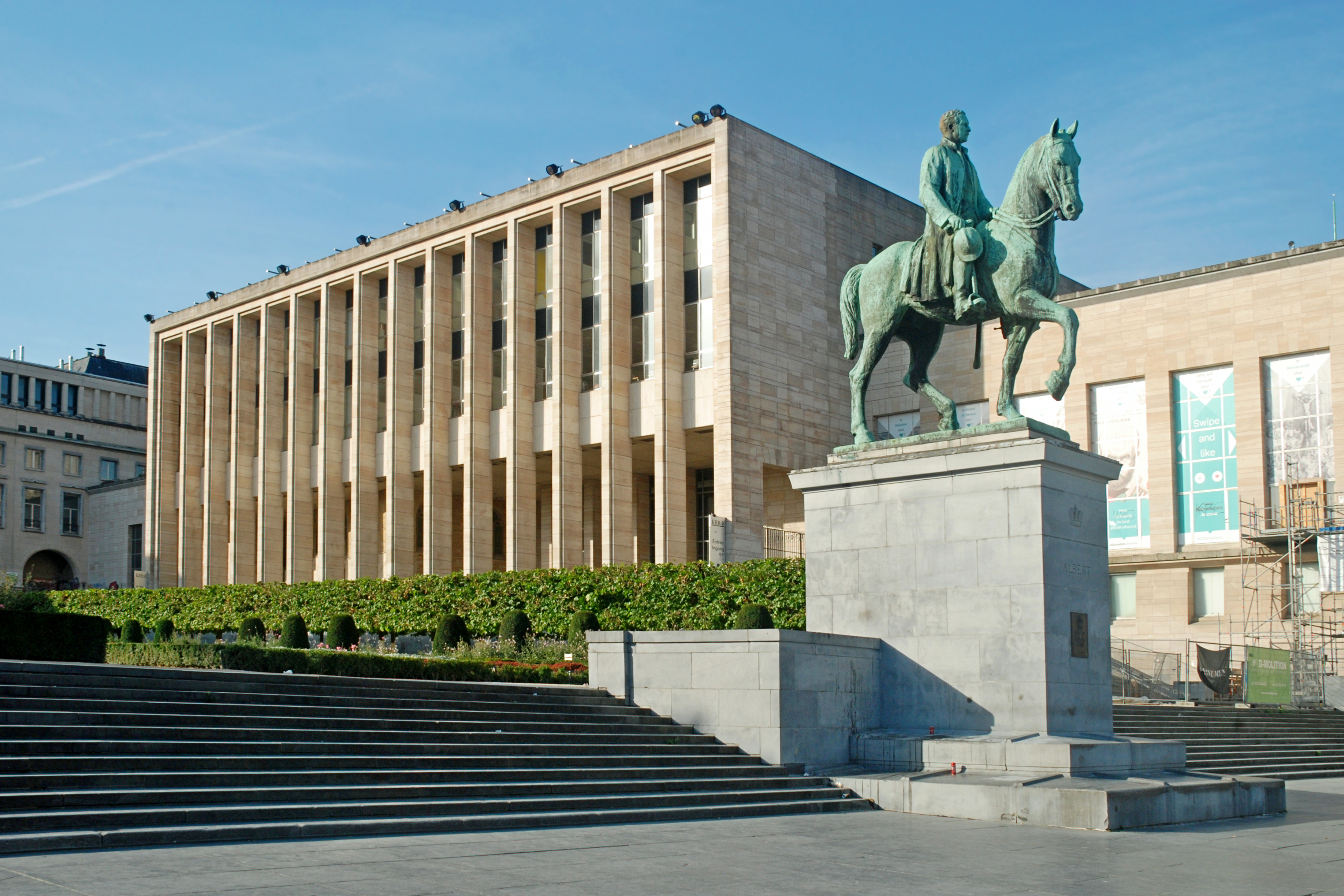
Die Königliche Bibliothek und das Reiterstandbild von König Albert I

Die Königliche Bibliothek Belgiens (auch Königliche Bibliothek zu Brüssel; niederländisch Koninklijke Bibliotheek van België, französisch Bibliothèque royale de Belgique, abgekürzt KBR) ist die Nationalbibliothek des Königreichs Belgien. Sie befindet sich in Brüssel.

## Auftrag und Sammlungsbestand

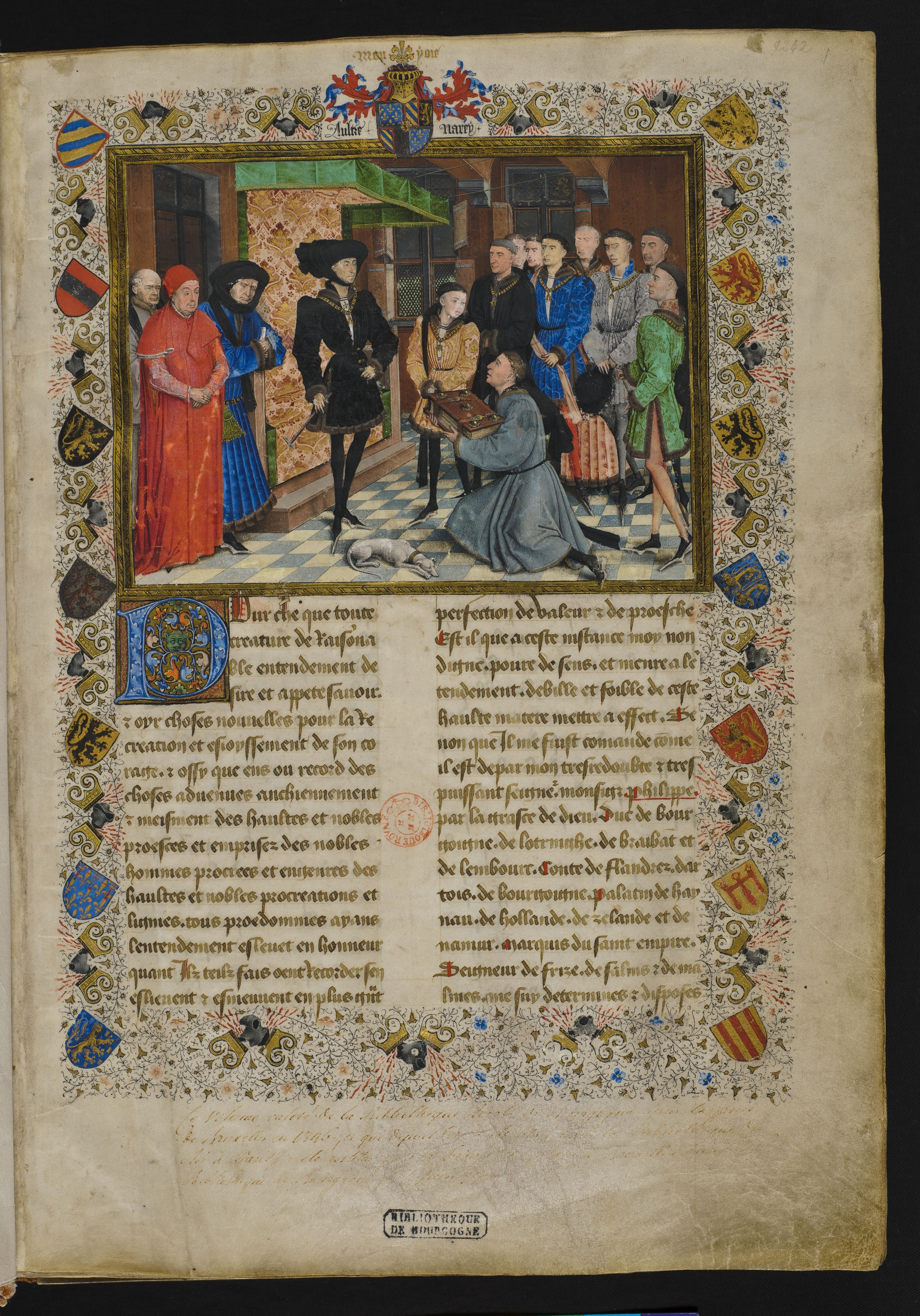
Frontispiz der Chroniques de Hainaut aus dem Sammlungsbestand

Als nationale wissenschaftliche Bibliothek sammelt die Königliche Bibliothek Belgiens alle auf dem Gebiet des föderalen Staates Belgien erschienenen Publikationen sowie Werke belgischer Autoren und Schriften über Belgien, die im Ausland erscheinen. Die Bibliothek erwirbt Publikationen, um sie in ihrer Sammlung zu bewahren und der Öffentlichkeit zugänglich zu machen. Insbesondere richtet sie sich an die Informationsbedürfnisse des Wissenschaftsbereiches. Außerdem veröffentlicht die Bibliothek die Belgische Bibliografie.
Die Sammlung umfasst neben gedruckten Werken, die als Monografien erscheinen, auch Periodika wie Zeitungen und Zeitschriften und Dokumente öffentlicher Organisationen, wie der Vereinten Nationen und der Europäischen Union. In Sondersammlungen befinden sich kostbare Werke, Handschriften, Münzen und auch Grafiken. Der Bestand an Handschriften umfasst unter anderem die Brabantsche Yeesten, den Brüsseler Rotulus, das Xantener Evangeliar und die Chroniques de Hainaut.

## Das Gebäude
Das heutige Gebäude der Königlichen Bibliothek wurde zwischen 1954 und 1969 nach einem Entwurf der Architekten Maurice Houyoux, Roland Delers und Jacques Bellemans errichtet. Von den 67.000 m² Nutzfläche sind 8.000 m² für Besucher bestimmt. Ein Großteil der Archive befindet sich in unterirdischen Gebäudeteilen. Als Teil des Kunstbergs nimmt das Haus eine von dessen Seiten ein.

## Geschichte

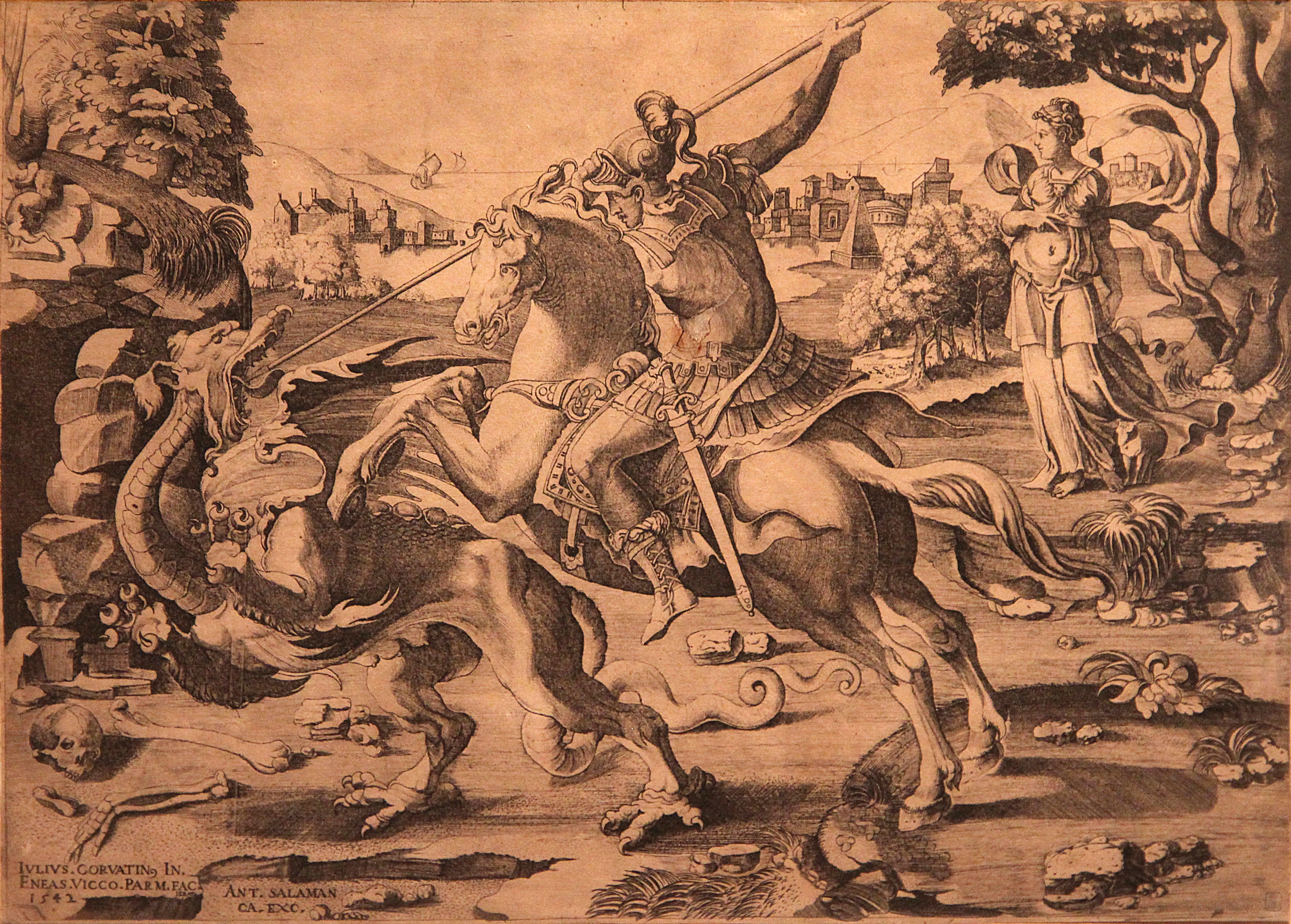
Stich des Kabinetts des Estampes Enea Vico nach Giulio Clovio (1522)

Bereits seit dem 15. Jahrhundert ließen die burgundischen Herzöge eine umfangreiche Handschriftensammlung zusammentragen. Diese Burgundische Bibliothek besaß zur Zeit des Todes Philipps des Guten bereits rund 900 Manuskripte. Seit 1559 befand sich die Sammlung im Coudenbergpaleis und wurde seither Königliche Bibliothek genannt.
Als 1731 das Coudenbergpaleis durch einen Brand zerstört wurde, konnten die meisten Handschriften gerettet werden. Während der Besetzung Brüssels durch französische Truppen 1746 wurden Teile der Sammlung nach Paris gebracht, nur ein Teil dieser Bestände wurde 1770 zurückgegeben. 1754 zogen die in Brüssel verbliebenen Bestände in das Domus Isabellae, das sich in der heutigen Baron Hortastraat befand. 1772 wurde die Bibliothek der Öffentlichkeit zugänglich gemacht.
1794 wurden abermals zahlreiche Handschriften und andere kostbare Werke auf Anweisung der Kommissare der Französischen Regierung nach Paris gebracht. 1803 wurde die verbliebene Sammlung an die Stadt Brüssel übertragen. Durch den Beschluss des Wiener Kongresses mussten einige der nach Paris gebrachten Werke nach Brüssel zurückgegeben werden.
Die Regierung der Vereinigten Niederlande teilte die Bibliothek 1815 in zwei Sammlungen auf. Die Handschriften wurden als Burgundische Bibliothek Staatseigentum, die Druckwerke verblieben bei der Stadt Brüssel. 1842 wurden auch die gedruckten Werke an den – inzwischen belgischen – Staat übertragen.
Am 19. Juni 1837 stiftete die Belgische Regierung die Königliche Bibliothek Belgiens. Dazu war die Sammlung Karel Van Hulthem mit 70.000 Bänden aus Gent angekauft worden. Im Paleis van de Nijverheid konnte die Bibliothek am 21. Mai 1839 für Besucher eröffnet werden.
Auf Vorschlag von König Leopold III. und Königin Elisabeth beschloss die Belgische Regierung 1935 einen Bibliotheksneubau errichten zu lassen, der den Namen König Alberts I. tragen solle. 1954 wurde der Grundstein zu diesem Gebäude gelegt, das am 17. Februar 1969 als Koninklijke Bibliotheek Albert I, kurz Albertina, feierlich eingeweiht wurde.

## Leitung der Bibliothek

### Hauptkonservatoren
- 1837–1850 Baron Frédéric de Reiffenberg
- 1850–1887 Louis-Joseph Alvin
- 1887–1904 Edouard Fétis
- 1904–1909 Henri Hymans
- 1909–1912 Joseph Van Den Gheyn, S.J.
- 1913–1914 Dom Ursmer Berlière O.S.B.
- 1919–1929 Louis Paris
- 1929–1943 Victor Tourneur
- 1944–1953 Frédéric Lyna
- 1953–1955 Marcel Hoc
- 1956–1973 Herman Liebaers
- 1973–1990 Martin Wittek
- 1990–1991 Denise De Weerdt
- 1992 Josiane Roelants-Abraham
- 1992–2002 Pierre Cockshaw
- 2002–2005 Raphaël De Smedt

### Generaldirektor
- 2005–2017 Patrick Lefèvre
- seit 2017 Sara Lammens (kommissarisch)